# Llista de bisbes de Lo Puèi de Velai
La llista de bisbes del bisbat de Lo Puèi de Velai amb seu a lo Puèi de Velai, és la següent:
- Sant Evodi 374
- Sant Siagri 396
- Sant Sautari
- Sant Armentari 451
- Sant Faustí vers 468
- Sant Jordi vers 480
- Sant Escutari vers 485-550
- Forbi vers 550
- Sant Aureli del Velai, vers 555-585
- Sant Marcel·lí
- Sant Benigne del Velai
- Sant Sant Agripà 602
- Eusebi vers 615
- Basili vers 635
- Qutili vers 650
- Sant Eudes vers 670
- Duicidi vers 700
- Hilgeric vers 720?
- Tornòs vers 760?
- Macari vers 780
- Borici vers 811
- Dructan vers 840
- Arduí vers 860/866
- Guiu I vers 875/877
- Norbert de Poitiers 876–903
- Adalard entre 919 i 924
- Hèctor I entre 924 i 935
- Godescalc vers 935 - 955/961
- Begó 961 a 965
- Hèctor 965 a 970
- Pere I 965 a 975
- Guiu II d'Anjou 975-993
- Esteve I del Gavaldà 995-998
- Teotard 999 a 1001
- Guiu III 1004
- Frèdol d'Andusa 1016
- Esteve de Mercoeur 1031–1052
- Pere II de Mercoeur 1053–1073
- Esteve d'Alvèrnia 1073
- Esteve de Polignac 1073–1077
- Adhemar de Monteil 1082–1098
- Pons de Tournon 1102–1112
- Pons Maurici de Monfboissier 1112–1128
- Humbert d'Albon 1128–1144
- Pere III 1145–1156
- Pons III 1158
- Pere de Solignac 1159–1191
- Aimard 1192–1195
- Odiló de Mercoeur 1197–1202
- Bertrand de Chalencon 1202–1213
- Robert de Mehun 1213–1219
- Esteve de Chalencon 1220–1231
- Bernat de Rochefort 1231–1236
- Bernat de Montaigu 1236–1248
- Guillem de Murat 1248–1250
- Bernat de Ventadour 1251–1255
- Armand de Polignac 1255–1257
- Guy Foulques 1257–1260, que fou el Papa Climent IV
- Guillem de La Roue 1260–1282
- Guiu V 1283
- Frèdol de Saint-Bonnet 1284–1289
- Guiu de Neuville 1290–1296
- Joan de Comines 1296–1308
- Bernat de Castanet 1308–1317
- Guillem de Brosse 1317–1318
- Durand de Saint Pourçain 1318–1326
- Pere Gorgeul 1326–1327
- Bernat Brun 1327–1342
- Joan Chandorat 1342–1356
- Joan del Jaurens 1356–1361
- Bertran de la Tour 1361–1382
- Bertran de Chanac 1382–1385
- Pere Girard 1385–1390
- Gil de Bellemère 1390–1392
- Itier de Martreuil 1392–1394
- Pere d'Ailly 1395–1397
- Elie de Lestrange 1397–1418
- Guillem de Chalencon 1418–1443
- Joan de Bourbon 1443–1485
- Jofré de Pompadour 1486–1514

## 1500-1801
- Antoni de Chabannes 1514–1535
- (Agostino Trivulzio 1525 (administrador)
- Francesc de Sarcus 1536–1557
- Martí de Beaune 1557–1561
- Antoni de Sénecterre 1561–1593
- Jaume de Serres 1596–1621
- Just de Serres 1621–1641
- Enric Cauchon de Maupas du Tour 1641–1661
- Armand de Béthune 1661–1703
- Claudi de La Roche-Aymon 1703–1720
- Jofré Maurici de Conflans 1721–1725
- Francesc Carles de Beringhen D'Armainvilliers 1725–1742
- Joan-Jordi Le Franc de Pompignan 1742–1774, † 1790
- Josep Maria de Galard de Terraube 1774–1790 (1801)

## Des de 1823
- Lluís-Jaume-Maurici de Bonald 1823–1839 (després arquebisbe de Lió)
- Pere-Maria-Josep Darcimoles 1840–1846 (després bisbe d'Aix)
- Josep-August-Victorí de Morlhon 1846–1862
- Pere-Marc Le Breton 1863–1886
- Andreu-Climent-Joan-Baptista-Josep-Maria Fulbert Petit 1887–1894 (després bisbe de Besançon)
- Constant-Ludovic-Maria Guillois 1894–1907
- Tomas Francesc Boutry 1907–1925
- Norbert Jordi Pere Rousseau 1925–1939
- Josep-Maria Martin 1940–1948
- Josep-Maria-Joan-Baptista Chappe 1949–1960
- Joan-Pere-Jordi Dozolme 1960–1978
- Lluís-Pere-Josep Cornet 1978–1987
- Enric-Maria-Raül Brincard, C.R.S.A 1988-present